# Petrovice ve Slezsku
Petrovice (deutsch: Petersdorf) ist eine Gemeinde im Okres Bruntál im Olomoucký kraj im Nordosten Tschechiens.

## Lage
Der Ort liegt im Zuckmanteler Bergland, rund 2 km südlich der Bischofskoppe, über dessen Gipfel die tschechisch-polnische Grenze verläuft. Nördlich erhebt sich die Velká stříbrná (Silberkoppe, 785 m n.m.).
Das Gemeindegebiet grenzt im Norden an Polen, im Osten an Janov, im Süden an die Stadt Město Albrechtice, im Südwesten an Heřmanovice und im Westen an Zlaté Hory im Okres Jeseník.

## Geschichte
Erstmals wurde das Dort im Jahr 1267 erwähnt. Während das Dorf im 19. Jahrhundert bis zum Anfang des 20. Jahrhunderts noch mehr als 1000 Einwohner zählte, leben heute nur noch knapp 150 Einwohner in dem Ort. Zum Beginn des 20. Jahrhunderts verlor der Ort durch Abwanderung aufgrund wirtschaftlicher Faktoren und der durch die Teilung Schlesiens entstandenen Randlage fast die Hälfte seiner Einwohner. Durch die Vertreibung der deutschen Bevölkerung im Jahr 1945 sank die Einwohnerzahl sprunghaft auf unter 300 Einwohner ab. Von 1961 bis 1990 war das Dorf Teil der Verwaltungsgemeinschaft Petrovice-Janov.

### Bevölkerungsentwicklung
| Jahr      | 1835 | 1869 | 1880 | 1890 | 1900 | 1910 | 1921 | 1930 | 1939 | 1950 | 1961 | 1970 | 1980 | 1991 | 2001 | 2011 |
| --------- | ---- | ---- | ---- | ---- | ---- | ---- | ---- | ---- | ---- | ---- | ---- | ---- | ---- | ---- | ---- | ---- |
| Einwohner | 1376 | 1327 | 1320 | 1301 | 1169 | 1024 | 806  | 749  | 703  | 267  | 365  | 306  | 237  | 167  | 141  | 142  |
| Häuser    | 178  | 185  | 188  | 193  | 201  | 196  | 196  | 203  |      | 174  | 95   | 93   | 73   | 131  | 130  | 133  |

1. ↑  davon: 3 Tschechoslowaken, 790 Deutsche.
2. ↑  davon: 10 Tschechoslowaken, 714 Deutsche.
3. ↑  davon: 118 Tschechen, Mähren und Schlesier, 2 Deutsche

## Gemeindegliederung
Für die Gemeinde Petrovice sind keine Ortsteile ausgewiesen. Zu Petrovice gehören die Wüstungen Mariánské Zátiší (Marienruhe), Petrovy Boudy und Rudolfova Chata (Rudolfsheim). Das Gemeindegebiet bildet den Katastralbezirk Petrovice ve Slezsku.

## Söhne und Töchter der Gemeinde
- Josef Pfitzner (1901–1945), sudetendeutscher Historiker und nationalsozialistischer Kommunalpolitiker
- Erich Robert Sorge (1933–2002), deutscher Kirchenmusiker und Komponist